# DM-53
DM-53은 독일이 개발한 날탄(APFSDS)으로, 레오파르트2 전차에서 사용되고 있다.

## 제원
- 이름 : DM-53
- 개발국가 : 독일
- 관통력(2km) : 44구경장 기준 KE 600 ~ 650mm 추정

## 같이 보기
- M829
- JM-33
- K279
- OFL120F2